# Mavroudi Arachovis
Die Rotweinsorte Mavroudi Arachovis (griechisch Μαυρούδι Αράχωβας) ist innerhalb der Region Böotien und der Präfektur Fokida heimisch. In einer Untersuchung bulgarischer Wissenschaftler konnte eine vermutete direkte Verwandtschaft der Rebsorte Mavroudi Arachovis zur bulgarischen Mavrud und zur auf Zypern heimischen Mavro nicht bestätigt werden.

## Ampelographische Sortenmerkmale
In der Ampelographie wird der Habitus folgendermaßen beschrieben:
- Die Triebspitze ist offen. Sie ist weiß-wollig behaart. Die Jungblätter sind nur leicht wollig behaart und auf der Blattunterseite nahezu weißlich.
- Die Blätter sind fünflappig und mitteltief gebuchtet. Die Stielbucht ist lyren-förmig geschlossen. Das Blatt ist stumpf gezahnt. Die Zähne haben im Vergleich der Rebsorten einen mittelweiten Abstand. Die Blattoberfläche (auch Spreite genannt) ist blasig derb.
- Die walzenförmige Traube ist mittelgroß und dichtbeerig. Die rundlichen Beeren sind ebenfalls mittelgroß und von schwarz-blauer Farbe.

## Synonyme
Die Rebsorte Mavroudi Arachovis ist auch unter den Namen Arachobitiko mavro, Arachovitiko mavro, Arahovitikos, Mavro Arachovitiko, Mavroudi Arahovas, Mavroudi d‘Arachova, Mavroudi of Arachova und Mavroudi of Arahova bekannt.